# Bielorrússia nos Jogos Olímpicos de Inverno de 2018
A Bielorrússia participou dos Jogos Olímpicos de Inverno de 2018, realizados na cidade de Pyeongchang, na Coreia do Sul.
O país fez sua sétima aparição em Olimpíadas de Inverno desde que estreou nos Jogos de 1994, em Lillehammer. Sua delegação foi composta de 33 atletas que competiram em seis esportes.

## Medalhas
| Atleta                                                             | Esporte            | Evento                    | Medalha |
| ------------------------------------------------------------------ | ------------------ | ------------------------- | ------- |
| Hanna Huskova                                                      | Esqui estilo livre | Aerials feminino          | Ouro    |
| Nadezhda Skardino Iryna Kryuko Dzinara Alimbekava Darya Domracheva | Biatlo             | Revezamento feminino      | Ouro    |
| Darya Domracheva                                                   | Biatlo             | Largada coletiva feminina | Prata   |

## Desempenho

### Biatlo
Feminino
| Atleta                                                             | Evento           | Final     | Final       | Final            |
| Atleta                                                             | Evento           | Tempo     | Penalidades | Posição          |
| ------------------------------------------------------------------ | ---------------- | --------- | ----------- | ---------------- |
| Dzinara Alimbekava                                                 | Individual       | 47:04.0   | 4 (1+1+1+1) | 56º              |
| Darya Domracheva                                                   | Velocidade       | 21:52.4   | 2 (1+1)     | 9º               |
| Darya Domracheva                                                   | Perseguição      | 34:26.8   | 6 (0+1+1+4) | 37º              |
| Darya Domracheva                                                   | Individual       | 44:57.8   | 4 (0+0+1+3) | 27º              |
| Darya Domracheva                                                   | Largada coletiva | 35:41.8   | 1 (0+0+1+0) | Medalha de prata |
| Iryna Kryuko                                                       | Velocidade       | 22:17.4   | 1 (0+1)     | 17º              |
| Iryna Kryuko                                                       | Perseguição      | 32:54.0   | 2 (1+0+0+1) | 17º              |
| Iryna Kryuko                                                       | Individual       | 45:26.0   | 3 (0+2+0+1) | 36º              |
| Iryna Kryuko                                                       | Largada coletiva | 39:04.0   | 4 (3+1+0+0) | 26º              |
| Nadzeya Pisareva                                                   | Velocidade       | 23:29.1   | 2 (0+2)     | 52º              |
| Nadzeya Pisareva                                                   | Perseguição      | 35:10.3   | 3 (2+0+0+1) | 44º              |
| Nadezhda Skardino                                                  | Velocidade       | 23:07.8   | 3 (2+1)     | 36º              |
| Nadezhda Skardino                                                  | Perseguição      | 32:42.7   | 1 (0+0+1+0) | 14º              |
| Nadezhda Skardino                                                  | Individual       | 43:40.2   | 1 (0+0+0+1) | 10º              |
| Nadezhda Skardino                                                  | Largada coletiva | 36:10.9   | 0 (0+0+0+0) | 7º               |
| Dzinara Alimbekava Darya Domracheva Iryna Kryuko Nadezhda Skardino | Revezamento      | 1:12:03.4 | 9 (3+6)     | Medalha de ouro  |

Masculino
| Atleta                                                             | Evento      | Final     | Final       | Final   |
| Atleta                                                             | Evento      | Tempo     | Penalidades | Posição |
| ------------------------------------------------------------------ | ----------- | --------- | ----------- | ------- |
| Sergey Bocharnikov                                                 | Velocidade  | 25:20.9   | 2 (1+1)     | 42º     |
| Sergey Bocharnikov                                                 | Perseguição | 37:15.6   | 6 (1+3+0+2) | 37º     |
| Sergey Bocharnikov                                                 | Individual  | 50:25.3   | 1 (0+0+0+1) | 18º     |
| Vladimir Chepelin                                                  | Velocidade  | 25:04.8   | 2 (1+1)     | 34º     |
| Vladimir Chepelin                                                  | Perseguição | 37:04.6   | 6 (0+0+3+3) | 36º     |
| Vladimir Chepelin                                                  | Individual  | 51:27.9   | 3 (1+0+1+1) | 30º     |
| Anton Smolski                                                      | Velocidade  | 25:05.9   | 1 (1+0)     | 35º     |
| Anton Smolski                                                      | Perseguição | 36:44.1   | 3 (1+1+1+0) | 33º     |
| Maksim Varabei                                                     | Individual  | 52:01.3   | 3 (0+2+0+1) | 39º     |
| Raman Yaliotnau                                                    | Velocidade  | 26:12.6   | 6 (2+4)     | 71º     |
| Raman Yaliotnau                                                    | Individual  | 52:57.6   | 5 (1+2+1+1) | 52º     |
| Sergey Bocharnikov Vladimir Chepelin Anton Smolski Raman Yaliotnau | Revezamento | 1:20:06.0 | 15 (8+7)    | 8º      |

Misto
| Atleta                                                                  | Evento      | Final     | Final       | Final   |
| Atleta                                                                  | Evento      | Tempo     | Penalidades | Posição |
| ----------------------------------------------------------------------- | ----------- | --------- | ----------- | ------- |
| Nadezhda Skardino Darya Domracheva Sergey Bocharnikov Vladimir Chepelin | Revezamento | 1:09:29.8 | 3 (2+1)     | 5º      |

### Esqui alpino
Feminino
| Atleta         | Evento         | Descida 1 | Descida 2 | Total   | Pos. |
| -------------- | -------------- | --------- | --------- | ------- | ---- |
| Maria Shkanova | Slalom         | 52.50     | 51.71     | 1:44.21 | 28º  |
| Maria Shkanova | Slalom gigante | 1:18.17   | 1:14.16   | 2:32.33 | 38º  |
| Maria Shkanova | Super-G        |           |           | DNS     | DNS  |

Masculino
| Atleta           | Evento         | Descida 1 | Descida 2 | Total   | Pos. |
| ---------------- | -------------- | --------- | --------- | ------- | ---- |
| Yuri Danilochkin | Combinado      | 1:22.78   | 55.94     | 2:18.72 | 34º  |
| Yuri Danilochkin | Downhill       |           |           | 1:45.86 | 44º  |
| Yuri Danilochkin | Slalom         | 55.42     | 56.73     | 1:52.15 | 33º  |
| Yuri Danilochkin | Slalom gigante | 1:19.45   | 1:17.44   | 2:36.89 | 54º  |
| Yuri Danilochkin | Super-G        |           |           | 1:30.13 | 42º  |

### Esqui cross-country
Feminino
| Atleta                                                                       | Evento                 | Qualificatória   | Qualificatória | Quartas       | Quartas     | Semifinal   | Semifinal   | Final       | Final       |
| Atleta                                                                       | Evento                 | Tempo            | Pos.           | Tempo         | Pos.        | Tempo       | Pos.        | Tempo       | Pos.        |
| ---------------------------------------------------------------------------- | ---------------------- | ---------------- | -------------- | ------------- | ----------- | ----------- | ----------- | ----------- | ----------- |
| Valiantsina Kaminskaya                                                       | 10 km livre            |                  |                |               |             |             |             | 30:01.6     | 70º         |
| Valiantsina Kaminskaya                                                       | 30 km clássico         |                  |                |               |             |             |             | 1:42:27.6   | 45º         |
| Valiantsina Kaminskaya                                                       | Velocidade individual  | 3:32.80          | 47º            | Não avançou   | Não avançou | Não avançou | Não avançou | Não avançou | Não avançou |
| Anastasia Kirillova                                                          | Velocidade individual  | 3:28.98          | 40º            | Não avançou   | Não avançou | Não avançou | Não avançou | Não avançou | Não avançou |
| Polina Seronosova                                                            | 10 km livre            |                  |                |               |             |             |             | 28:22.8     | 48º         |
| Polina Seronosova                                                            | 15 km skiathlon        | Clássico 23:09.8 | 37º            | Livre 21:53.8 | 57º         |             |             | 45:34.9     | 46º         |
| Polina Seronosova                                                            | 30 km clássico         |                  |                |               |             |             |             | 1:39:36.0   | 40º         |
| Polina Seronosova                                                            | Velocidade individual  | 3:29.44          | 41º            | Não avançou   | Não avançou | Não avançou | Não avançou | Não avançou | Não avançou |
| Yulia Tikhonova                                                              | 10 km livre            |                  |                |               |             |             |             | 28:07.0     | 40º         |
| Yulia Tikhonova                                                              | 15 km skiathlon        | Clássico 23:29.6 | 40º            | Livre 20:54.2 | 37º         |             |             | 44:57.1     | 42º         |
| Yulia Tikhonova                                                              | 30 km clássico         |                  |                |               |             |             |             | DNF         | DNF         |
| Yulia Tikhonova                                                              | Velocidade individual  | 3:27.19          | 35º            | Não avançou   | Não avançou | Não avançou | Não avançou | Não avançou | Não avançou |
| Polina Seronosova Yulia Tikhonova                                            | Velocidade por equipes |                  |                |               |             | 17:33.63    | 8º          | Não avançou | Não avançou |
| Valiantsina Kaminskaya Anastasia Kirillova Polina Seronosova Yulia Tikhonova | Revezamento 4x5 km     |                  |                |               |             |             |             | 57:56.1     | 14º         |

Masculino
| Atleta                         | Evento                 | Qualificatória   | Qualificatória | Quartas       | Quartas | Semifinal   | Semifinal   | Final       | Final       |
| Atleta                         | Evento                 | Tempo            | Pos.           | Tempo         | Pos.    | Tempo       | Pos.        | Tempo       | Pos.        |
| ------------------------------ | ---------------------- | ---------------- | -------------- | ------------- | ------- | ----------- | ----------- | ----------- | ----------- |
| Yury Astapenka                 | 15 km livre            |                  |                |               |         |             |             | 37:04.0     | 55º         |
| Yury Astapenka                 | 30 km skiathlon        | Clássico 44:35.3 | 54º            | Livre 38:37.2 | 49º     |             |             | 1:23:12.5   | 50º         |
| Sergei Dolidovich              | 30 km skiathlon        | DNF              | DNF            | DNF           | DNF     |             |             | DNF         | DNF         |
| Michail Semenov                | 15 km livre            |                  |                |               |         |             |             | 36:25.8     | 40º         |
| Michail Semenov                | 30 km skiathlon        | Clássico 43:44.1 | 48º            | Livre 37:27.9 | 37º     |             |             | 1:21:12.0   | 44º         |
| Michail Semenov                | 50 km clássico         |                  |                |               |         |             |             | 2:22:51.2   | 44º         |
| Aliaksandr Voranau             | 15 km livre            |                  |                |               |         |             |             | 38:05.5     | 73º         |
| Aliaksandr Voranau             | Velocidade individual  | 3:17.12          | 27º            | 3:14.95       | 5º      | Não avançou | Não avançou | Não avançou | Não avançou |
| Yury Astapenka Michail Semenov | Velocidade por equipes |                  |                |               |         | 16:32.31    | 7º          | Não avançou | Não avançou |

### Esqui estilo livre
Aerials
| Atleta                   | Evento    | Qualificação | Qualificação | Final       | Final       | Final       | Final           |
| Atleta                   | Evento    | Salto 1      | Salto 2      | Salto 1     | Salto 2     | Salto 3     | Pos.            |
| ------------------------ | --------- | ------------ | ------------ | ----------- | ----------- | ----------- | --------------- |
| Hanna Huskova            | Feminino  | 100.45       | Bye          | 94.15       | 85.05       | 96.14       | Medalha de ouro |
| Aliaksandra Ramanouskaya | Feminino  | 38.85        | 83.65        | Não avançou | Não avançou | Não avançou | Não avançou     |
| Alla Tsuper              | Feminino  | 77.90        | 99.37        | 90.82       | 84.00       | 59.94       | 4º              |
| Maxim Gustik             | Masculino | 92.92        | 89.14        | Não avançou | Não avançou | Não avançou | Não avançou     |
| Stanislau Hladchenko     | Masculino | 126.11       | Bye          | 123.01      | 126.70      | 92.61       | 6º              |
| Anton Kushnir            | Masculino | 120.80       | 121.27       | Não avançou | Não avançou | Não avançou | Não avançou     |

### Patinação de velocidade
Individual
| Atleta             | Evento           | Final    | Final |
| Atleta             | Evento           | Tempo    | Pos.  |
| ------------------ | ---------------- | -------- | ----- |
| Kseniya Sadouskaya | 500 m feminino   | 39.64    | 30º   |
| Maryna Zuyeva      | 1500 m feminino  | DSQ      | DSQ   |
| Maryna Zuyeva      | 3000 m feminino  | 4:05.96  | 11º   |
| Maryna Zuyeva      | 5000 m feminino  | 7:04.41  | 7º    |
| Ignat Golovatsiuk  | 500 m masculino  | 35.23    | 22º   |
| Ignat Golovatsiuk  | 1000 m masculino | 1:10.140 | 28º   |

Largada coletiva
| Atleta              | Evento    | Semifinal | Semifinal | Semifinal | Final       | Final       | Final       |
| Atleta              | Evento    | Pontos    | Tempo     | Pos.      | Pontos      | Tempo       | Pos.        |
| ------------------- | --------- | --------- | --------- | --------- | ----------- | ----------- | ----------- |
| Tatsiana Mikhailava | Feminino  | 0         | 8:33.93   | 11º       | Não avançou | Não avançou | Não avançou |
| Maryna Zuyeva       | Feminino  | 0         | 8:54.38   | 8º        | 3           | 8:41.73     | 6º          |
| Vitali Mikhailau    | Masculino | 20        | 7:55.25   | 3º        | 1           | 7:53.38     | 7º          |

### Patinação de velocidade em pista curta
Masculino
| Atleta           | Evento      | Preliminar | Preliminar | Semifinal   | Semifinal   | Final       | Final       |
| Atleta           | Evento      | Tempo      | Pos.       | Tempo       | Pos.        | Tempo       | Pos.        |
| ---------------- | ----------- | ---------- | ---------- | ----------- | ----------- | ----------- | ----------- |
| Maksim Siarheyeu | 1500 metros | 2:15.242   | 5º         | Não avançou | Não avançou | Não avançou | Não avançou |

Legenda
| Recorde mundial      | Recorde mundial (World record)               |                       | Recorde africano                      | Recorde africano (African) |                                           | Q | Classificado por posição (Qualified) |
| Recorde olímpico     | Recorde olímpico (Olympic record)            | Recorde da América    | Recorde da América (Americas)         | q                          | Classificado por melhor tempo (Qualified) |   |                                      |
| Melhor marca do ano  | Melhor marca do ano (World leading)          | Recorde asiático      | Recorde asiático (Asian)              | DNS                        | Não largou (Did not start)                |   |                                      |
| Recorde nacional     | Recorde nacional (National record)           | Recorde europeu       | Recorde europeu (European)            | DNF                        | Não terminou (Did not finish)             |   |                                      |
| Recorde pessoal      | Recorde pessoal do atleta (Personal best)    | Recorde da Oceania    | Recorde da Oceania (Oceania)          | DSQ / DQ                   | Desclassificado (Disqualified)            |   |                                      |
| Recorde da temporada | Recorde da temporada do atleta (Season best) | Recorde sul-americano | Recorde sul-americano (South America) | NM                         | Sem marca (No mark)                       |   |                                      |